# Traude Dierdorf
Pour l’article homonyme, voir Dierdorf.
Traude Dierdorf (née le 17 novembre 1947 à Wiener Neustadt et morte le 1er janvier 2021) est une femme politique autrichienne.